# Twister Bi
Twister Bi, född 27 maj 2012 i Italien, är en italiensk varmblodig travhäst. Han tränades av Jerry Riordan och kördes av Christoffer Eriksson. Sista halvåret av karriären tränades han av Timo Nurmos.
Twister Bi tävlade åren 2015–2018 och sprang in 11,7 miljoner kronor på 56 starter varav 21 segrar, 8 andraplatser och 5 tredjeplatser. Han tog karriärens största seger i International Trot (2017). Bland andra stora segrar räknas Axel Jensens Minneslopp (2016), Habibs Minneslopp (2016), Seinäjoki Race (2017), Oslo Grand Prix (2017) och Ulf Thoresens Minneslopp (2017). Han kom även på andraplats i Jubileumspokalen (2017), H.K.H. Prins Daniels Lopp (2018), Finlandialoppet (2017) och Hugo Åbergs Memorial (2017) och UET Trotting Masters (2017).
År 2017 var han säsongens vinstrikaste travhäst i Sverige. Han var nominerad till titeln Årets Häst, men förlorade utmärkelsen mot Readly Express.
När han segrade i International Trot i oktober 2017 travade han nytt världsrekord över medeldistans på 800 metersbana.

## Karriär

### Tidig karriär
Twister Bi inledde karriären i hemlandet Italien, där han tränades av Massimo Finetti. Han debuterade i lopp på travbanan i Neapel den 29 mars 2015, och tog karriärens första seger redan i debutloppet. Efter fem starter i Italien flyttades han till Sverige för att tränas av Jerry Riordan, verksam vid Halmstadtravet.
Säsongen 2016 segrade han i Axel Jensens Minneslopp på Bjerke Travbana utanför Oslo i Norge. Han segrade även i Habibs Minneslopp.

### Genombrottet
Twister Bi fick sitt stora genombrott under säsongen 2017, då han etablerade sig som en av världens bästa travhästar. Under året sprang han in totalt 9,7 miljoner kronor och segrade i fem av 13 starter, vilket gjorde honom till årets vinstrikaste travhäst i Sverige.
Han deltog i 2017 års upplaga av Elitloppet på Solvalla. Han slutade oplacerad i sitt försökslopp som vanns av Nuncio. Elitloppsstarten följdes emellertid upp med segrar i bland annat Oslo Grand Prix och Ulf Thoresens Minneslopp.
Den 16 augusti 2017 stod han för en uppmärksammad insats när han kom på andraplats i Jubileumspokalen på Solvalla. Under loppet hade han travat utvändigt om loppets ledare Readly Express, som vann med en halslängd på det nya världsrekordet 1.09,9 över 2140 meter med autostart. Båda hästarna fick beröm efter loppet.
Han deltog i finalen av UET Trotting Masters den 9 september 2017 på Vincennesbanan i Paris. Han slutade trea i loppet, endast slagen av den franska duon Aubrion du Gers och Bold Eagle.

### VM-segern
Hösten 2017 reste Twister Bi till USA för att tävla i VM-loppet International Trot. Loppet gick av stapeln den 14 oktober på Yonkers Raceway i New York. Han vann loppet på tiden 1.10,7 över 2011 meter, vilket var nytt världsrekord över medeldistans på 800 meters bana. Vinstsumman om 500 000 dollar gör även detta till hans största seger i karriären.
Efter VM-segern deltog han i det franska vintermeetinget. Han startade i Prix Ténor de Baune den 24 december 2017 på Vincennesbanan, och kom där på femteplats.
Efter sin framgångsrika säsong 2017 blev Twister Bi en av fyra nominerade hästar i kategorin "Årets Häst" vid Hästgalan, men förlorade utmärkelsen till Readly Express. Hans kusk Christoffer Eriksson vann dock kategorin "Årets Kusk" efter att ha tagit flera stora segrar under året med främst Twister Bi.

### Skadeproblem
Twister Bi skulle ha startat i Prix d'Amérique den 28 januari 2018, men sedan han drabbats av infektion och lungproblem strök tränare Riordan honom från den tilltänkta starten.
Skadeproblemen fortsatte under våren 2018, varför han gjorde årsdebut först den 19 maj 2018 i H.K.H. Prins Daniels Lopp på Gävletravet. Han slutade där på andraplats bakom Heavy Sound. Den 10 juni 2018 startade han som titelförsvarare i Oslo Grand Prix, men diskvalificerades efter att ha startgalopperat i loppet.
I juli 2018 flyttades Twister Bi från tränare Jerry Riordan till Timo Nurmos. I december 2018 meddelades att Twister Bi slutar tävla på grund av fortsatta lungproblem.

## Statistik

### Större segrar
| År   | Lopp                     | Kusk                 | Vinstbelopp   | Grupp   |
| ---- | ------------------------ | -------------------- | ------------- | ------- |
| 2016 | Axel Jensens Minneslopp  | Christoffer Eriksson | 300 000 SEK   | Grupp 2 |
| 2016 | Habibs Minneslopp        | Jeppe Juel           | 125 000 SEK   | Grupp 2 |
| 2017 | Seinäjoki Race           | Christoffer Eriksson | 700 000 SEK   | Grupp 1 |
| 2017 | Oslo Grand Prix          | Christoffer Eriksson | 1 500 000 SEK | Grupp 1 |
| 2017 | Ulf Thoresens Minneslopp | Christoffer Eriksson | 750 000 SEK   | Grupp 1 |
| 2017 | International Trot       | Christoffer Eriksson | 4 500 000 SEK | Grupp 1 |

## Stamtavla
| Efter Varenne 1995     | Waikiki Beach 1984  | Speedy Somolli   | Speedy Crown     |
| Efter Varenne 1995     | Waikiki Beach 1984  | Speedy Somolli   | Somolli          |
| Efter Varenne 1995     | Waikiki Beach 1984  | Hula Lobell      | Super Bowl       |
| Efter Varenne 1995     | Waikiki Beach 1984  | Hula Lobell      | Hollys Margeo    |
| Efter Varenne 1995     | Ialmaz 1985         | Zebu             | Sharif di Iesolo |
| Efter Varenne 1995     | Ialmaz 1985         | Zebu             | Keystone Lady    |
| Efter Varenne 1995     | Ialmaz 1985         | Baree            | Speedy Crown     |
| Efter Varenne 1995     | Ialmaz 1985         | Baree            | Spree Hanover    |
| Undan Lorraine Bi 2005 | Lemon Dra 1986      | Sharif di Iesolo | Quick Song       |
| Undan Lorraine Bi 2005 | Lemon Dra 1986      | Sharif di Iesolo | Odile de Sassy   |
| Undan Lorraine Bi 2005 | Lemon Dra 1986      | Danea            | Acero            |
| Undan Lorraine Bi 2005 | Lemon Dra 1986      | Danea            | Babele           |
| Undan Lorraine Bi 2005 | Valley Jean Bi 1995 | Valley Boss Bi   | Baltic Speed     |
| Undan Lorraine Bi 2005 | Valley Jean Bi 1995 | Valley Boss Bi   | Valley Victoria  |
| Undan Lorraine Bi 2005 | Valley Jean Bi 1995 | Jean Bi          | Super Bowl       |
| Undan Lorraine Bi 2005 | Valley Jean Bi 1995 | Jean Bi          | Jean's Gal       |